# Cumbres de Enmedio
Cumbres de Enmedio település Spanyolországban, Huelva tartományban. Cumbres de Enmedio Cumbres Mayores, Cumbres de San Bartolomé és Higuera la Real községekkel határos. Lakosainak száma 61 fő (2024).

## Népesség
A település népessége az utóbbi években az alábbiak szerint változott:
| Lakosok száma | 61   | 48   | 44   | 52   | 65   | 48   | 50   | 56   | 53   | 61   |
|               | 2001 | 2004 | 2006 | 2009 | 2011 | 2014 | 2016 | 2019 | 2021 | 2024 |